# Crocicreas subhyalinum
Crocicreas subhyalinum är en svampart som först beskrevs av Rehm, och fick sitt nu gällande namn av S.E. Carp. 1980. Crocicreas subhyalinum ingår i släktet Crocicreas och familjen Helotiaceae.   Inga underarter finns listade i Catalogue of Life.
I den svenska databasen Dyntaxa används istället namnet Allophylaria subhyalina för samma taxon.  Arten är reproducerande i Sverige.